# Michael Klügl
Michael Klügl (* 3. April 1954 in Offenbach am Main) ist ein deutscher Intendant und Musikwissenschaftler.

## Leben und Karriere
Nach seinem Abitur studierte Klügl Klavier, Kompositionslehre und Violoncello in Frankfurt am Main am Hochschen Konservatorium. 1981 machte er in Marburg seinen Magister in Musikwissenschaft, Philosophie, Germanistik und Geschichte. Mit einer musikwissenschaftlichen Arbeit zu Jacques Offenbach wurde er 1981 an der TU Berlin promoviert.
Nach einer Tätigkeit als Dramaturgie- und Regieassistent an der Oper Frankfurt und als Musikalischer Leiter an der Landesbühne Esslingen war er ab 1986 Chefdramaturg am Theater Oberhausen. Am Theater Bremen war er ab 1987 zunächst Dramaturg für Oper und Tanztheater und ab 1989 Schauspieldramaturg und Leiter der Öffentlichkeitsarbeit. Ab 1991 arbeitete er an der Hamburgischen Staatsoper als Operndramaturg und war ab 1994 stellvertretender Opernintendant am Nationaltheater Mannheim. Von 1998 bis 2006 war er Intendant am Landestheater Linz, von 2006 bis 2019 Intendant der Oper Hannover.
Er arbeitete mit Regisseuren wie Ruth Berghaus, John Dew, Jürgen Gosch oder Claus Guth, mit Komponisten wie Peter Androsch, Giorgio Battistelli, Moritz Eggert oder Wolfgang Rihm und mit Choreographen wie Johann Kresnik oder John Neumeier zusammen. Von 1982 bis 1985 schrieb er Musik- und Theaterkritiken für die Frankfurter Allgemeine Zeitung. Als Dozent war er von 1987 bis 1990 an der Musikhochschule Bremen und von 1991 bis 1994 an der Hochschule für Musik und Theater in Hamburg tätig.

## Veröffentlichungen
- 1989: Der Zarewitsch. In: Pipers Enzyklopädie des Musiktheaters. Band 3: Werke. Henze – Massine. Piper, München/Zürich 1989, ISBN 3-492-02413-0, S. 457–459.
- 1993: Erfolgsnummern. Modelle einer Dramaturgie der Operette, In: Das Orchester 12/1993, S. 1347
- 1997: Libretto zu Giorgio Battistellis Oper „Die Entdeckung der Langsamkeit“, Bremer Theater 1997
- 2003: Promenade 39. Das Landestheater Linz, 1803 bis 2003. Residenz-Verlag, Salzburg/Wien 2003, ISBN 3-7017-1365-0.